# Константинос Каракацанис
непозната вредност
Константинос Каракацанис (грч. Κωνσταντίνος Καρακατσάνης; 1877 — ?) је био грчки атлетичар који је учествовао на Олимпијским играма 1896.
Каракацанис се такмичио у трци на 1500 метара. Пласирао се међу четири последња тркача, а његов тачан пласман и резулта нису познати.